# NPC1
NPC1 es el nombre de una proteína codificada por el gen homónimo, Npc1, que se encuentra localizado en el brazo largo del cromosoma 18 en humanos. El gen codifica para una proteína de membrana de paso sencillo, de 1.278 aminoácidos, que tras la traducción es insertada en la membrana de los lisosomas y los endosomas tardíos. Mutaciones en este gen se relacionan con la enfermedad de Niemann-Pick.